# 漢克·史瑞德
亨利·R·「漢克」·史瑞德（Henry R. "Hank" Schrader）是美國AMC電視劇《絕命毒師》的角色，由迪恩·諾里斯飾演，角色由創作者文斯·吉利根設計。他是一名緝毒局探員，也是主角華特·懷特的小舅子，與同僚史蒂夫·戈麥斯交好。妻子為瑪麗·史瑞德。隨著劇情發展，漢克的角色刻畫及諾里斯的表演廣受好評。

## 人物傳記

### 絕命律師 第五季
漢克·史瑞德在《絕命律師》第五季中客串登場，故事發生於他在《絕命毒師》之前的DEA生涯。
「瘋狂小八」因毒品持有被捕後，薩爾·古德曼作為其律師介入，並成功說服漢克和戈麥斯讓小八成為線人，其提供的毒品藏匿點信息最終被聽取，但這一切其實是薩爾在拉羅·薩拉曼卡的指示下設下的圈套。

### 《絕命毒師》劇情

#### 第一季
漢克參與多起毒品調查，並在家族的燒烤聚會上顯示出他的幽默與強勢性格。他率領DEA查獲多起毒品交易，但未察覺華特逐漸捲入毒品製造。

#### 第二季
漢克成功摧毀墨西哥販毒集團的據點，但屠庫的死引發薩拉曼卡家族的報復行動。他在一次爆炸案中倖存，但開始顯露出心理創傷的跡象。

#### 第三季
在追查「海森堡」的過程中，漢克成為雙胞胎殺手的目標，最終在停車場遭遇襲擊並重傷，導致癱瘓。這一事件使他性情大變，並開始進行復健。

#### 第四季
雖然身體尚未完全恢復，漢克逐漸重返DEA，並開始深入調查葛斯·福林的毒品帝國。他的堅韌不拔和敏銳觀察力最終揭示了葛斯與藍色冰毒的聯繫。

#### 第五季
漢克在家中發現華特的秘密筆記本，最終確定姐夫就是「海森堡」。他利用各種手段試圖揭發華特，但最終在與傑克·威爾克等毒梟的對抗中與好友戈麥斯一同被殺害。